# Hyagnis sumatrensis
Hyagnis sumatrensis es una especie de escarabajo longicornio del género Hyagnis, subfamilia Lamiinae. Fue descrita científicamente por Breuning en 1982.
Se distribuye por Indonesia. Posee una longitud corporal de 8 milímetros.